# Brigância (mitologia)

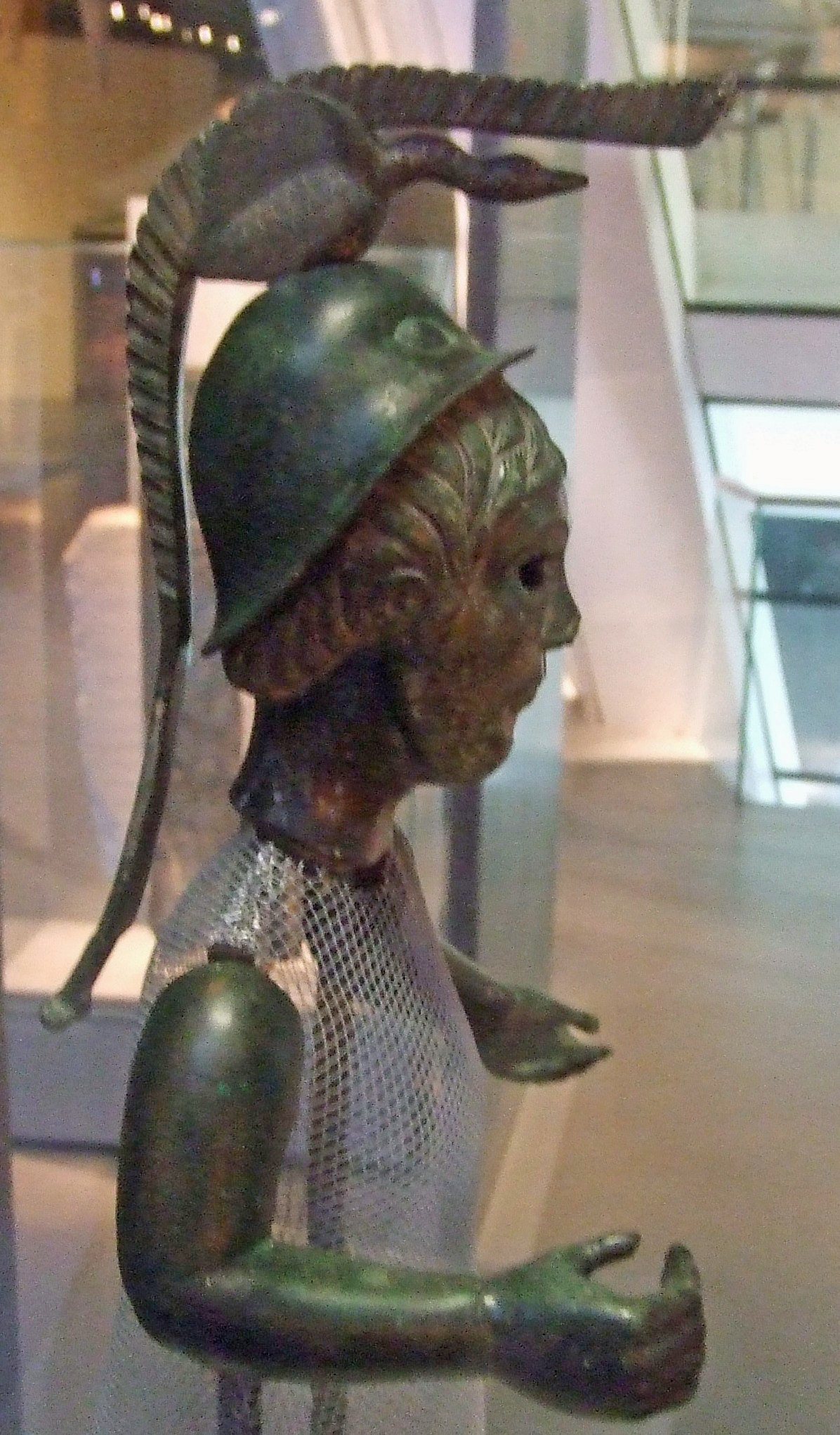
Estatueta no museu da Bretanha, Rennes, provavelmente representando Brigantia (século segundo a.C.)

Brigantia era uma divindade das antigas religiões galo-romana e britano-romana, avistada em vários lugares na Grã-Bretanha e na Europa. Era a protetora dos brigantes no norte da Grã-Bretanha (atual Yorkshire) e dos brigantes do Lago de Constança, na Áustria (atual Bregenz). O nome é na sua origem um epíteto significando "Elevada [deusa]".
São encontrados cognatos na língua germânica dos Burgúndios (Proto-Germânico *burgundī, Bornholm), no Sânscrito br̥hatī, e no Avéstico bǝrǝzaitī, ambos adjectivos femininos designando "elevado" (Sânscrito Brhati, também designando um nome próprio no feminino tal como no Alto-alemão antigo Purgunt). O etónimo brigantes pode ser deste modo, traduzido como "elevados, nobreza" ou ainda "das terras-altas" (IEW, s.v. "bhereg'h-").